# Miami Marlins
El Miami Marlins és un club professional de beisbol estatunidenc de la ciutat de Miami, Florida, que disputa l'MLB.

## Palmarès
- Campionats de l'MLB (2): 1997, 2003
- Campionats de la Lliga Nacional (2): 1997, 2003
- Campionats de la Divisió Est (0): -

## Evolució de la franquícia
- Florida Marlins (1993–2011)
- Miami Marlins (2011–present)

## Colors
Negre, blau, argent i blanc.

## Estadis
- Marlins Park (2012)
- Dolphin Stadium (1993-2011)
  - a.k.a. Pro Player Stadium (1996-2004)
  - a.k.a. Pro Player Park (1996)
  - a.k.a. Joe Robbie Stadium (1993-1995)

## Números retirats
- Carl Barger 5
- Jackie Robinson 42